# Гнатија вазе
Гнатија вазе (лат. Gnathia) је група хеленистичких ваза са тамном основом и подврста апулске црвенофигуралне керамике. Име су добиле по месту налаза и производње у јужној Италији. Производња је почела средином 4. века п. н. е.
Гнатија вазе подражавају металне посуде. Украшене су канелурама, а на врату и рамену јавља се орнамент каратеристичан за хеленистичку керамику, попут венаца и трака од лишћа, у облику шаховског поља или фигурални (женске фигуре и Ерот) који се сликају белом бојом.

## Галерија
- Алтес музеј, Берлин
- Ојнохое из Лувра
- Бел кратер